# Sylvia Robinson
Sylvia Robinson (Nueva York, 6 de marzo de 1936 – Secaucus, 29 de septiembre de 2011) fue una cantante, música y productora discográfica estadounidense, además de haber sido la fundadora de la compañía discográfica Sugar Hill Records, dedicada a la música hip hop.
Es reconocida por haber sido una de las fuerzas impulsoras de dos sencillos que se convirtieron en hitos musicales: Rapper's Delight interpretado por The Sugarhill Gang y The Message, interpretado por Grandmaster Flash and the Furious Five.